# Nigel Terry
Pour les articles homonymes, voir Terry.
Nigel Terry est un acteur britannique de cinéma, de théâtre et de télévision, né le 15 août 1945 à Bristol et mort le  30 avril 2015 à Newquay.

## Biographie
Nigel Terry fait ses débuts au cinéma en 1968 dans Le Lion en hiver, aux côtés de Peter O'Toole et Katharine Hepburn, où il incarne le jeune prince Jean.
Il obtient une plus grande notoriété en 1981 grâce à son rôle du Roi Arthur dans le film Excalibur, réalisé par John Boorman.
Il meurt à l'âge de 69 ans, le 30 avril 2015, des suites d'un emphysème.

## Filmographie

### Cinéma
- 1968 : Le Lion en hiver (The Lion in Winter) d'Anthony Harvey : John
- 1981 : Excalibur de John Boorman : Arthur
- 1985 : Sylvia de Michael Firth : Aden Morris
- 1985 : Déjà vu d'Anthony B. Richmond : Michael / Greg
- 1986 : Caravaggio de Derek Jarman : Caravaggio
- 1987 : The Last of England de Derek Jarman : narrateur (voix)
- 1989 : War Requiem de Derek Jarman : Abraham
- 1991 : Edward II de Derek Jarman : Mortimer
- 1992 : Christophe Colomb : La découverte (Christopher Columbus: The Discovery) de John Glen : Roldan
- 1993 : Blue de Derek Jarman : narrateur (voix)
- 2001 : The Emperor's New Clothes d'Alan Taylor : Montholon
- 2001 : The Search for John Gissing de Mike Binder : Alan Jardeen
- 2001 : On Wings of Fire de Cyrus Bharucha : Zarathustra
- 2002 : Terreur.point.com (Feardotcom) de William Malone : Turnbull
- 2003 : The Tulse Luper Suitcases, Part 1: The Moab Story de Peter Greenaway : Sesame Esau
- 2003 : The Tulse Luper Suitcases: Antwerp de Peter Greenaway : Sesame Esau
- 2003 : The Ride de Gaby Dellal
- 2004 : Troie (Troy) de Wolfgang Petersen : Archeptolemus
- 2005 : Red Mercury de Roy Battersby : Lindsey
- 2010 : Genghis Khan: The Story of a Lifetime de Ken Annakin et Antonio Margheriti : Mulwick

### Télévision
- 1992 : Covington Cross (13 épisodes) : Sir Thomas Grey
- 1993 : Highlander (saison 1, épisode 20) : Gabriel Piton
- 1997 : Quasimodo Notre-Dame de Paris : Louis XI
- 2005 : MI-5 (saison 4, épisodes 1 et 2) : Prof. Stephen Curtis
- 2006 : Le Trésor de Barbe-Noire de Kevin Connor (mini-série) : Calico Billy
- 2008 : Doctor Who (saison 4, épisode 6) : Cobb